# Linda Wild
Linda Harvey Wild (Arlington Heights, 11 febbraio 1971) è un'ex tennista statunitense.
Nata Linda Harvey, ha assunto in seguito il cognome del suo allenatore e patrigno Steve Wild.

## Carriera
In carriera ha vinto 5 titoli in singolare e 5 titoli di doppio. Nei tornei del Grande Slam ha ottenuto il suo miglior risultato raggiungendo le semifinali di doppio a Wimbledon nel 1996, in coppia con l'australiana Elizabeth Smylie.
In Fed Cup ha giocato e vinto due partite con la squadra statunitense, di cui una durante la finale del 1996 vinta contro la Spagna.

## Statistiche

### Singolare

#### Vittorie (5)
| Numero | Anno              | Torneo                     | Superficie  | Avversaria in finale | Punteggio     |
| 1.     | 1º agosto 1993    | Puerto Rico Open, San Juan | Cemento     | Ann Grossman         | 6–3, 5-7, 6–3 |
| 2.     | 3 ottobre 1993    | Sapporo Open, Sapporo      | Sintetico   | Irina Spîrlea        | 6–4, 6–3      |
| 3.     | 17 settembre 1995 | TVA Cup, Nagoya            | Terra rossa | Sandra Kleinová      | 6-4, 6-2      |
| 4.     | 1º ottobre 1995   | China Open, Pechino        | Cemento     | Wang Shi-ting        | 7-5, 6-2      |
| 5.     | 14 aprile 1996    | Indonesia Open, Giacarta   | Cemento     | Yayuk Basuki         | forfait       |

### Singolare

#### Finali perse (4)
| Numero | Anno             | Torneo                                       | Superficie | Avversaria in finale | Punteggio |
| 1.     | 21 giugno 1992   | International Women's Open, Eastbourne       | Erba       | Lori McNeil          | 4-6, 4-6  |
| 2.     | 15 novembre 1992 | Virginia Slims of Indianapolis, Indianapolis | Cemento    | Helena Suková        | 4-6, 3-6  |
| 3.     | 10 ottobre 1993  | Taiwan Open, Taipei                          | Cemento    | Wang Shi-ting        | 1-6, 6-7  |
| 4.     | 18 giugno 1994   | International Women's Open, Eastbourne       | Erba       | Meredith McGrath     | 2-6, 4-6  |

### Doppio

#### Vittorie (5)
| Numero | Anno            | Torneo                          | Superficie  | Compagna         | Avversarie in finale             | Punteggio     |
| 1.     | 15 gennaio 1994 | Tasmanian International, Hobart | Cemento     | Chanda Rubin     | Jenny Byrne Rachel McQuillan     | 7-5, 4–6, 7–6 |
| 2.     | 15 maggio 1994  | I. ČLTK Prague Open, Praga      | Terra rossa | Amanda Coetzer   | Kristie Boogert Laura Golarsa    | 6-4, 3-6, 6-2 |
| 3.     | 14 maggio 1995  | I. ČLTK Prague Open, Praga      | Terra rossa | Chanda Rubin     | Maria Lindström Maria Strandlund | 6-7, 6-3, 6-2 |
| 4.     | 1º ottobre 1995 | China Open, Pechino             | Cemento     | Claudia Porwik   | Stephanie Rottier Wang Shi-ting  | 6-1, 6-0      |
| 5.     | 16 giugno 1996  | DFS Classic, Birmingham         | Erba        | Elizabeth Smylie | Lori McNeil Nathalie Tauziat     | 6–3, 3-6, 6–1 |

### Doppio

#### Finali perse (6)
| Numero | Anno              | Torneo                                      | Superficie | Compagna          | Avversarie in finale                 | Punteggio     |
| 1.     | 8 marzo 1992      | Virginia Slims of Florida, Boca Raton       | Cemento    | Conchita Martínez | Larisa Neiland Nataša Zvereva        | 2-6, 2-6      |
| 2.     | 26 settembre 1993 | Nichirei International Championships, Tokyo | Cemento    | Amanda Coetzer    | Chanda Rubin Lisa Raymond            | 4-6, 1-6      |
| 3.     | 6 novembre 1994   | Bell Challenge, Québec                      | Sintetico  | Chanda Rubin      | Elna Reinach Nathalie Tauziat        | 4-6, 3-6      |
| 4.     | 5 marzo 1995      | Puerto Rico Open, San Juan                  | Cemento    | Laura Golarsa     | Karin Kschwendt Rene Simpson         | 2-6, 6-0, 4-6 |
| 5.     | 24 settembre 1995 | Nichirei International Championships, Tokyo | Cemento    | Amanda Coetzer    | Lindsay Davenport Mary Joe Fernández | 3–6, 2–6      |
| 6.     | 16 giugno 1997    | DFS Classic, Birmingham                     | Erba       | Nathalie Tauziat  | Larisa Neiland Katrina Adams         | 2-6, 3-6      |

### Risultati in progressione
| Sigla | Risultato               |
| ----- | ----------------------- |
| V     | Vincitore               |
| F     | Finalista               |
| SF    | Semifinalista           |
| O     | Oro olimpico            |
| A     | Argento olimpico        |
| SF    | Bronzo olimpico         |
| QF    | Quarti di Finale        |
| 4T    | Quarto turno            |
| 3T    | Terzo turno             |
| 2T    | Secondo turno           |
| 1T    | Primo turno             |
| RR    | Round Robin             |
| LQ    | Turno di qualificazione |
| A     | Assente                 |
| ND    | Non disputato           |

| Legenda superfici    |
| -------------------- |
| Cemento              |
| Terra battuta        |
| Erba                 |
| Superficie variabile |

#### Singolare nei tornei del Grande Slam
| Torneo          | 1989 | 1990 | 1991 | 1992 | 1993 | 1994 | 1995 | 1996 | 1997 | 1998 | 1999 | 2000 |
| --------------- | ---- | ---- | ---- | ---- | ---- | ---- | ---- | ---- | ---- | ---- | ---- | ---- |
| Australian Open | A    | A    | 1T   | 2T   | 1T   | 2T   | 2T   | 2T   | 1T   | A    | A    | 1T   |
| Open di Francia | A    | 1T   | 3T   | 2T   | 2T   | 1T   | 2T   | 3T   | 1T   | A    | A    | A    |
| Wimbledon       | A    | 2T   | 3T   | 2T   | 1T   | 3T   | 1T   | 3T   | 1T   | A    | 1T   | A    |
| US Open         | 1T   | 1T   | A    | 1T   | 2T   | 2T   | 1T   | QF   | 1T   | A    | A    | A    |

#### Doppio nei tornei del Grande Slam
| Torneo          | 1991 | 1992 | 1993 | 1994 | 1995 | 1996 | 1997 | 1998 | 1999 | 2000 |
| --------------- | ---- | ---- | ---- | ---- | ---- | ---- | ---- | ---- | ---- | ---- |
| Australian Open | 1T   | 2T   | 3T   | 2T   | 3T   | 3T   | 3T   | A    | 1T   | 2T   |
| Open di Francia | 2T   | 3T   | 1T   | 1T   | 2T   | 3T   | 2T   | A    | 1T   | 1T   |
| Wimbledon       | A    | 1T   | 2T   | QF   | 2T   | SF   | 3T   | A    | QF   | 2T   |
| US Open         | A    | 1T   | 1T   | 1T   | 3T   | 1T   | 1T   | A    | 3T   | 1T   |

#### Doppio misto nei tornei del Grande Slam
| Torneo          | 1992 | 1993 | 1994 | 1995 | 1996 | 1997 | 1998 | 1999 |
| --------------- | ---- | ---- | ---- | ---- | ---- | ---- | ---- | ---- |
| Australian Open | A    | A    | 1T   | QF   | 1T   | 1T   | A    | 2T   |
| Open di Francia | 1T   | A    | 1T   | 2T   | 2T   | A    | A    | A    |
| Wimbledon       | 2T   | 1T   | 1T   | 3T   | 2T   | 2T   | A    | A    |
| US Open         | A    | 1T   | 1T   | 1T   | 1T   | 1T   | A    | 1T   |